# Teemu Sippo
Teemu Jyrki Juhani Sippo (Lahti, Päijänne Tavastia, 20 de mayo de 1947) es un obispo católico finlandés. Obispo de Helsinki (2009-2019). Es obispo emérito de Helsinki (desde 2019).

## Biografía

### Primeros años, conversión y ordenación sacerdotal
Teemu Sippo nació en la localidad de Lahti, en la región finlandesa de Päijänne Tavastia en 1947, en el seno de una familia luterana. En 1966 se convirtió al catolicismo.
El 11 de octubre de 1970 profesó los votos solemnes en la congregación de los Sacerdotes del Sagrado Corazón de Jesús conocidos como Dehonianos. Estudió filosofía y teología en la Universidad de Friburgo de Brisgovia.
El 28 de mayo de 1977 fue ordenado sacerdote en Helsinki. Desde entonces desarrolló su labor pastoral como: vicario parroquial de la parroquia de San Olaf en Jyväskylä (1978-1981), vicario parroquial de la parroquia de Santa María en Helsinki (1981), director del Centro de Información Católica (1982-1985); párroco de la catedral de san Enrique (Helsinki), 1985-2002); vicario episcopal para el ecumenismo, simultaneándo dicho cargo con el de vicario parroquial en la parroquia de santa María en Helsinki; administrador diocesano de Helsinki (2 de julio de 2008-16 de junio de 2009).

### Obispo de Helsinki
El 16 de junio de 2009 el Papa Benedicto XVI lo nombró obispo de Helsinki. Recibió la consagración episcopal el 5 de septiembre siguiente en la catedral luterana de Turku de manos del cardenal Karl Lehmann, obispo de Maguncia, co-consagrando al obispo auxiliar de Lublin Józef Wróbel y al obispo de Copenhague Czeslaw Kozon. Ha sido primer obispo católico finlandés desde la Reforma Protestante.
En virtud de su cargo, fue gran prior para Finlandia de la Orden Ecuestre del Santo Sepulcro de Jerusalén. Realizó dos visitas ad limina (marzo de 2010 y junio de 2018). El 26 de diciembre de 2018 fue víctima de una grave caída que le provocó un traumatismo craneoencefálico. Como resultado, renunció a su cargo el 20 de mayo de 2019, y ese mismo día el Papa Francisco aceptó su renuncia al gobierno pastoral de la diócesis.
El 26 de noviembre de 2023 participó en la consagración de Raimo Goyarola, su sucesor al frente de la Diócesis de Helsinki. La ceremonia, celebrada en la catedral luterana de san Juan (Helsinki) estuvo presidida por el cardenal Anders Arborelius de Estocolmo, concelebrada por el Nuncio Apostólico Julio Murati, y el propio Teemu Sippo.